# Erik Frisk
Karl Erik Teodor Frisk, född 30 mars 1897 i Linköping, död 16 januari 1970 i Slättåkra i Halland, var en svensk läroverkslärare och översättare. Han översatte från tjeckiska. 

## Biografi
Erik Frisk avlade studentexamen vid Linköpings högre allmänna läroverk 1916, och studerade sedan språk vid  Uppsala universitet. Han blev filosofie kandidat 1920, filosofie magister 1924 och filosofie licentiat 1940. Han hade 1924–1925 ett stipendium för att studera tjeckiska vid Karlsuniversitetet i Prag, och bosatte sig sedan i Halmstad där han var ämneslärare vid Halmstads högre allmänna läroverk, adjunkt, och till sist lektor i tyska, franska och ryska. Under åren 1937–1938 svensk lektor  vid Karlsuniversitetet.
I Halmstad var han mellan 1944 och 1963 ombud för Sveriges Radio och gjorde under denna tid närmare 2000 radioprogram.  Han var vidare ordförande för Alliance Française i Halmstad.  
Under andra världskriget agerade Frisk kontaktman mellan tjeckiska flygare i England och deras familjer i  det av Tyskland ockuperade Böhmen-Mähren. Efter kriget belönades han för sina insatser med tjeckoslovakiska Vita lejonets orden och franska Hederslegionen. Bland författare som han översatte märks inte minst Karel Čapek.
Gift 1932 med Mimi (Maria Josefa) Frisk, född Boeck, och paret fick tre barn. Makarna Frisk är begravda på Slättåkra kyrkogård.

## Översättningar (urval)
- Arne Novák: Den tjeckiska litteraturen i fågelperspektiv (České písmenictví s ptači perspektivy) (Fritze, 1928)
- Egon Hostovský: Sju gånger i huvudrollen (Sedmkrat v hlavní úloze) (Tiden, 1946)
- Emil Vachek: Hönsastegen (Bidylko) (Tiden, 1949)
- Jan Neruda: Berättelser från Lillsidan (Povídky malostranské) (Natur och kultur, 1959)
- Ludvík Aškenazy: Den stulna månen (Ukradený měsíc) (Cavefors, 1961)